# Nationalpark-Panoramaweg
Als Nationalpark-Panoramaweg wird die Schweizer Wanderroute 45 (eine von 65 regionalen Routen) im Schweizer Kanton Graubünden bezeichnet. Sie beginnt in Scuol und führt in sechs Etappen nach Zernez.
Die 105 Kilometer lange Strecke führt durch die Sesvenna- & Ortlergruppe sowie die Livigno-Alpen, auf der ersten und zweiten Etappe auch über italienisches Gebiet in Südtirol und die letzten beiden Etappen dann durch den Schweizerischen Nationalpark.

## Etappen
1. Scuol – Sesvennahütte: 21 km, 6 1⁄2 Std.
2. Sesvennahütte – S-charl: 11 km, 4 Std.
3. S-charl – Santa Maria Val Müstair: 21 km, 6 Std.
4. Sta. Maria – Buffalora: 22 km, 6 3⁄4 Std.
5. Buffalora – Zernez (Vallun Chafuol): 16 km, 5 1⁄2 Std.
6. Vallun Chafuol – Zernez: 15 km, 6 3⁄4 Std.

Auf der letzten Etappe hat man von der Fuorta Murter (2545 m ü. M.) einen Tiefblick in die Cluozza-Schlucht und kommt anschließend an der Chamanna Cluozza (1882 m ü. M.) vorbei.

## Variante
Die vierte Etappe kann im Sommer durch einen Bus von Sta. Maria bis Pra da Vau verkürzt werden. Dann lohnt sich eine Variante, bei der man in Las Clastras südwärts abzweigt und so zum Lai da Rims (2395 m ü. M.) gelangt, man schwenkt dann nach Westen und gelangt über den Piz Praveder (2679 m ü. M., Gipfel-Abstecher 2764 m ü. M. möglich) wieder zurück zur Route.

## Nachweise
1. ↑  Lage & Höhe bei «geo.admin.ch».
2. ↑  Alle regionalen Routen bei «SchweizMobil».